# Finanční palác
Finanční palác je administrativní budova, která byla navržena pro finanční úřady města Žilina. Je dílem architekta Michala Maxmiliána Scheera (1902–2000) představitele moderní architektury a urbanismu na Slovensku tvořícího v duchu funkcionalistické architektury. Finanční palác se považuje za jeho nejlepší stavbu. Byl vítězným návrhem na soutěži v roce 1929. Stavba proběhla v letech 1930 a 1931. V budově od roku 1960 sídlil až do zrušení Okresní národní výbor.

## Popis budovy
Finanční palác se nachází nedaleko historického centra Žiliny, na úzkém ostroúhlém pozemku. Půdorys stavby je ve tvaru písmene A a je ohraničen třemi ulicemi. Nejužší část pozemku zvolil architekt za nejdůležitější a umístil sem hlavní nároží budovy. Nároží působí svou monumentalitou jako samostatná část budovy. Boční fasády mají pravidelné vertikální členění lizén a jsou potlačeny do pozadí. Hlavní vstup do budovy je půlkruhového půdorysu, zvýrazněný a zároveň odlehčený portikem, který podpírají čtyři pravoúhlé sloupy. Nad ním je umístěn mohutný zasklený půlválec, za nímž je v interiéru umístěno schodiště. Zasklené schodiště ostře kontrastuje s hladkou travertinovou stěnou, ze které vychází. Právě pro dominantní půlválec se hledala souvislost se sovětskými konstruktivisty, kteří podobně komponovali stavby. V případě Finančního paláce však nejde o ideovou souvislost, ale jen o logické využití dané parcely. V původním návrhu byla čtyři nadzemní podlaží. Zasklený půlválec byl povýšen nad hmotu celé budovy, čímž byla jednoznačně dána jeho dominance vstupního nároží. Kompoziční hierarchie hmot v exteriéru se přímo odráží i v dispozici. Hlavní vertikální komunikace je soustředěna v nejužší části pozemku. Po obou stranách bočních fasád jsou umístěny kancelářské prostory, které uprostřed odděluje atrium.

## Konstrukční řešení
Konstrukčně je celá budova řešena jako železobetonový skelet, vyplněný izolačním zdivem z tvárnic Isostone. Na předělení interiéru jsou použity snadno posuvné příčky. Celá dispozice vychází z konstrukčního dvojtraktu, který ústí do nároží budovy. Soutěžní návrh, se kterým architekt Scheer vyhrál, měl přední část fasády ještě více zvýrazněnou a zbývající část budovy byla překryta nízkou sedlovou střechou.

## Přestavby
Ve 40. letech 20. století byl Finanční palác necitlivě dostavěn dodatečnou nástavbou pátého nadzemního podlaží. Tato dostavba způsobila, že vstupní nároží ztratilo svou monumentálnost a bylo pohlceno do hmoty celé budovy. V 50. letech bylo čiré sklo zasklívající schodiště vyměněno za barevnou vitráž, kterou navrhl akademický malíř F. Král. Pozdější úpravy Finančního paláce byly také spíše nešťastné a odebraly mu na jeho architektonickém výrazu, který mu vtiskl autor. V současnosti omítka žluté barvy vystřídala na fasádě původní travertinový obklad. Půlválec, který byl původně zasklený průhledným sklem vystřídalo reflexní sklo s jiným dělením skleněných tabulí. Monumentálnost a samostatnost budovy je potlačena i propojením skleněným nadchodem s vedlejší budovou v boční uličce.
V současnosti sídlí v budově Finančního paláce Dexia banka Slovensko. V interiéru se nacházejí administrativní prostory přístupné z chodby, která je orientována do malého atria. Navzdory pozdějším nevydařeným zásahům,  dominuje Finanční palác danému prostoru a poutá pohledy kolemjdoucích lidí.